# Zamarada anna
Zamarada anna là một loài bướm đêm trong họ Geometridae.